# Плачеща върба
Плачеща върба или Плачуща върба  (Salix babylonica) е вид върба от семейство върбови (Salicaceae).

## Описание
На височина достига 10-12 (18) м. Короната е широка, плачуща, с дълги (до 5-6 м), тънки, увиснали до земята, жилави, жълто-зелени, голи и блестящи клонки. Отгоре обаче младите клонки са винаги слабо червеникави. Листата са тясно ланцетни, с постепенно и дълго заострен връх, силно назъбени, дълго 8-16 см. Отгоре листата са зелени, а отдолу сиво-зелени и голи. При по-топъл и влажен климат листата се запазват зелени до късна есен или началото на зимата. Цъфтежът е малко след разлистването (март-април).

## Разпространение
Родината на този вид не е точно известна. Вероятно произхожда от Централна или Източна Азия. Отдавна се култивира в Индия, Китай, Япония и Южна Европа. Расте бързо и най-добре на влажни почви. Сравнително студоустойчив вид за нашите условия. Използва се за единични насаждения покрай водоеми. Дървесината е крехка и страда от ветроломи и снеголоми, поради тази причина трябва да се поставя на защитени места. Изключително красив вид, широко използван в озеленителната практика.

## Разсаждане
Плачеща върба се разсажда по 2 начина:
Първият начин е от дърво да се отреже млада пръчка (около 30-40 сантиметра дълга и 5-7 милиметра дебела). Пръчката се слага в съд с вода в топла и светла стая. Водата се сменява веднъж седмично. Слага се края на декември- началото на януари. Пъпките започват да покарват и към февруари вече има листенца.
Вторият начин е да се отреже пръчка същата дължина, но дебела колкото показалеца и по същото време да се насади в саксия, върху която се слага изрязано шише. През 3-4 дни се полива с по 1 чаша вода. Ако видите че земята е много мокра не поливайте, докато не изсъхне. При този начин пъпките покарват по-бавно и до февруари леко са пораснали. Колкото е по-дебела пръчката, толкова по-бавно се развива.